# Новосубаевский сельсовет
Новосубаевский сельсовет — муниципальное образование в Нуримановском районе Башкортостана.
Административный центр — село Новый Субай.

## История
Согласно Закону о границах, статусе и административных центрах муниципальных образований в Республике Башкортостан имеет статус сельского поселения.

## Население
| 2002 | 2009 | 2010 | 2012 | 2013 | 2014 | 2015 |
| ---- | ---- | ---- | ---- | ---- | ---- | ---- |
| 629  | ↘611 | ↘553 | ↘551 | ↘544 | ↘539 | ↗541 |
| 2016 | 2017 | 2018 |      |      |      |      |
| ↘535 | ↘531 | ↘527 |      |      |      |      |

## Состав сельского поселения
| № | Населённый пункт | Тип населённого пункта       | Население |
| - | ---------------- | ---------------------------- | --------- |
| 1 | Новый Субай      | село, административный центр | ↘346      |
| 2 | Нур              | деревня                      | ↘96       |
| 3 | Старый Бияз      | деревня                      | ↘82       |
| 4 | Казнаташ         | деревня                      | ↗13       |
| 5 | Новоисаево       | деревня                      | ↗9        |
| 6 | Рятуш            | деревня                      | ↘7        |

## Достопримечательности
- Родник «Кипун» — памятник природы Республики Башкортостан, уникальность родника обусловлена тем, что вода здесь за счёт давления бурлит и создает эффект кипячения[16][17].